# Чернышенко, Владимир Ильич
Влади́мир Ильи́ч Черныше́нко (род. 8 мая 1937) — украинский деятель сельского хозяйства, Герой Украины (2009).

## Биография
Родился 8 мая 1937 года в Белой Церкви Киевской области в семье рабочего.
Окончил 10 классов вечерней школы № 1 Белой Церкви. В 1954—1959 годах учился в Белоцерковском сельскохозяйственном институте, получил специальность агроном.
Академик Академии технологических наук Украины, профессор.
Жена — Ядвига Брониславовна; дети — Валерий и Евгений.

### Деятельность
- Трудовую деятельность начал в 1953 году работником бондарного цеха Белоцерковского консервного завода.
- В 1959—1968 годах работал в совхозе «Красная Звезда» Барышевского района Киевской области — сначала агролесомелиоратором, а позже руководителем отдела.
- В 1968 году Чернышенко стал директором совхоза «Красиловский» и Богдановской птицефабрики.
- В 1974 году был назначен на должность заместителя директора, а в 1975 — директора Дарницкого треста овоще-молочных совхозов Киевской области.
- В 1981 году занял должность начальника отдела качества и санитарной службы Министерства плодоовощевого хозяйства УССР. Также в этом году он стал директором совхоза-комбината «Тепличный» (с 1997 года — ОАО «Комбинат „Тепличный“»), с. Калиновка, Броварского района Киевской области.[1]

## Награды и звания
- Герой Украины (с вручением ордена Державы, 23 ноября 2009 — за выдающиеся личные заслуги перед Украинским государством в развитии сельского хозяйства, внедрение прогрессивных технологий и передовых форм ведения хозяйства, многолетний самоотверженный труд).
- Награждён советскими орденами Трудового Красного Знамени (1972) и Знак Почёта (1991), медалями «За трудовую доблесть» (1967, 1970), «В ознаменование 1500-летия Киева» (1984); украинским орденом князя Ярослава Мудрого V степени.
- Заслуженный работник сельского хозяйства Украины (1999).